# 马街镇 (南华县)
马街镇，是中华人民共和国云南省楚雄彝族自治州南华县下辖的一个乡镇级行政单位。

## 行政区划
马街镇下辖以下地区：
马街村、后山村、威车村、波罗村、锈水塘村、官上村、诸葛营村、沙坦郎村、法空村、唐家村、龙街村、缴板村和平掌孜村。